# Sovkhoz Kara-Chala (ort i Azerbajdzjan)
Sovkhoz Kara-Chala (azerbajdzjanska: Düzənlik) är en ort i Azerbajdzjan.   Den ligger i distriktet Saljan, i den sydöstra delen av landet, 90 km sydväst om huvudstaden Baku. Antalet invånare är 954.
Terrängen runt Sovkhoz Kara-Chala är mycket platt. Närmaste större samhälle är Şirvan, 17,9 km nordväst om Sovkhoz Kara-Chala.
Trakten runt Sovkhoz Kara-Chala består till största delen av jordbruksmark. Runt Sovkhoz Kara-Chala är det ganska tätbefolkat, med 52 invånare per kvadratkilometer.